# Вроцлав-Головний
Вроцлав-Головний (пол. Wrocław Główny) — вузлова пасажирська залізнична станція в Польщі, в місті Вроцлав, на межі житлових масивів Передмістя Свідницьке (пол. Przedmieście Świdnickie) та Губи (пол. Huby). Станція є великим транспортним вузлом, має пасажирське сполучення з усіма воєводствами Польщі та кільканадцять маршрутів приміського сполучення.

## Історія
Будівництво станції почали у вересні 1855 і закінчили у жовтні 1857 року, коли місто Вроцлав (нім. Breslau) було у складі Королівства Пруссія і спочатку розташовувалася на околиці міста. У 1899—1904 роках станція була розширена за проєктом Бернара Клюше у стилі, що включає елементи історизму та модерну. В результаті було побудовано п'ять нових платформ: чотири платформи включали перонний зал (завдожки 170,5 м) і чотири аркові проходи зі сталевими фермами, а п'ята платформа була накрита окремим односхилим дахом. Околиці міста були ще не щільно забудовані.
Спочатку касова зала називалася перонною, тому що тут проходили шляхи і була єдина платформа станції на той час. Зал завдожки близько 200 м разом з будівлею вокзалу колись були найбільшою спорудою такого роду в Європі. У 1899—1904 роках зал був перебудований  за проєктом німецького архітектора Вільгельма Грапова (королівського архітектора Верхнесилезьких залізниць): прибрали рейки та опустили підлогу, вокзал розширили, зберігши значну частину існуючої конструкції, таким чином, він став схожим на загальну залу (нині в приміщенні розташовані квиткові каси зі старим неоновим підсвічуванням, зали очікування, крамниці та кафе). У період реконструкції, у 1903 році, місто дуже постраждало від сильної повені, внаслідок чого на привокзальній площі пересувалися човнами.
Під час Другої світової війни під Привокзальною площею побудували бетонні склади і сховища. Будівля вокзалу під час боїв була значно пошкоджена. Вокзал відбудований у 1949 році. З 1947 року в приміщенні вокзалу функціонував вокзальний кінозал.

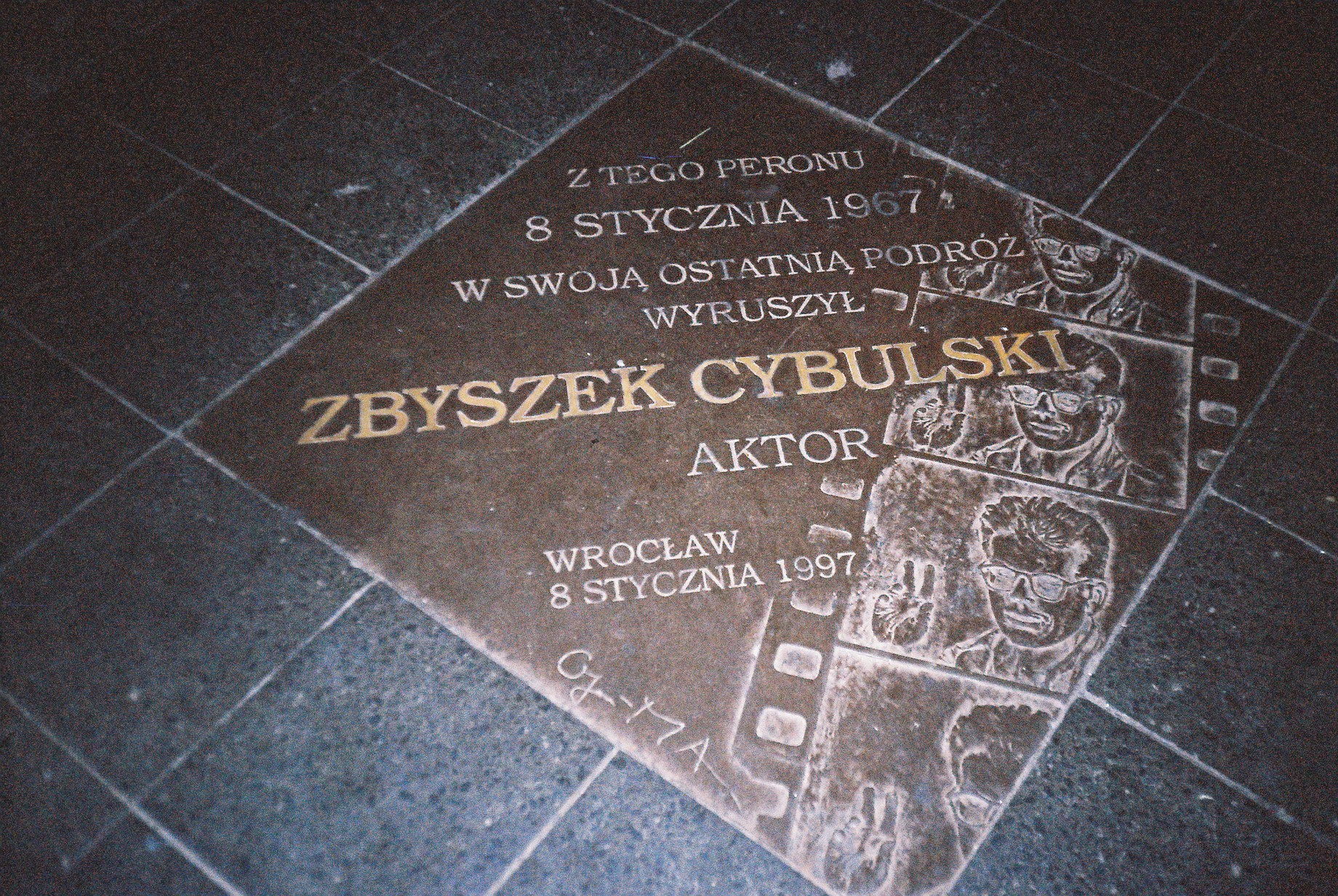
Пам'ятна таблиця на місці загибелі Збігнєва Цибульського

8 січня 1967 рокуа на платформі № 3 станції Вроцлав-Головний легенда польського театру і кіно, національний герой Польщі Збігнєв Цибульський спробуючи зіскочити з поїзду, що вже рухався, потрапив під колеса пасажирського вагона, внаслідок чого через годину помер у лікарні. Через 30 років, 8 січня 1997 року, на місці загибелі Збігнєва Цибульського була встановлена пам'ятна табличка.
У 2010—2012 роках був проведений капітальний ремонт станції. Була замінена конструкція критих платформ, добудована платформу #  6, з північного боку на місці сховищ побудували підземну стоянку, а на півдні побудували так званий «нічний вокзал». У січні 2011 року під час ремонту на території станції відкопали забутий тунель початку XX століття, якого не було на жодних мапах. При виході із зали вокзалу, помітні залишки колії, які залишили як нагадування про стару станцію. Зліва вхід прикрашений кутовою напівкруглою вежею, а торець даху фанерованим склом та карнизом з металевою прикрасою. Двоповерхова конструкція золотистого кольору включає три ризаліти, прикрашені аркадами та колонами, а зубчасті вежі доповнюють багатий образ.

## Пасажирське сполучення
Найбільшим приміським перевізником в регіоні є Колеє Дольношльонскє.
Міжнародне сполучення представлено поїздом Вроцлав — Герліц (у Герліцу узгоджена пересадка на поїзд Герліц — Дрезден) та нічним швидким поїздом Львів — Вроцлав.
Далеке внутрішньопольське сполучення представлено денними та нічними поїздами ТЛК та Інтерсіті, а також високошвидкісними ЕІС до найбільших міст Польщі.
На привокзальній площі розташований автовокзал, з іншої сторони вокзалу знаходиться зупинка міських автобусів (в тому числі до аеропорту Вроцлава імені Миколая Коперника) та трамваю.

## Галерея

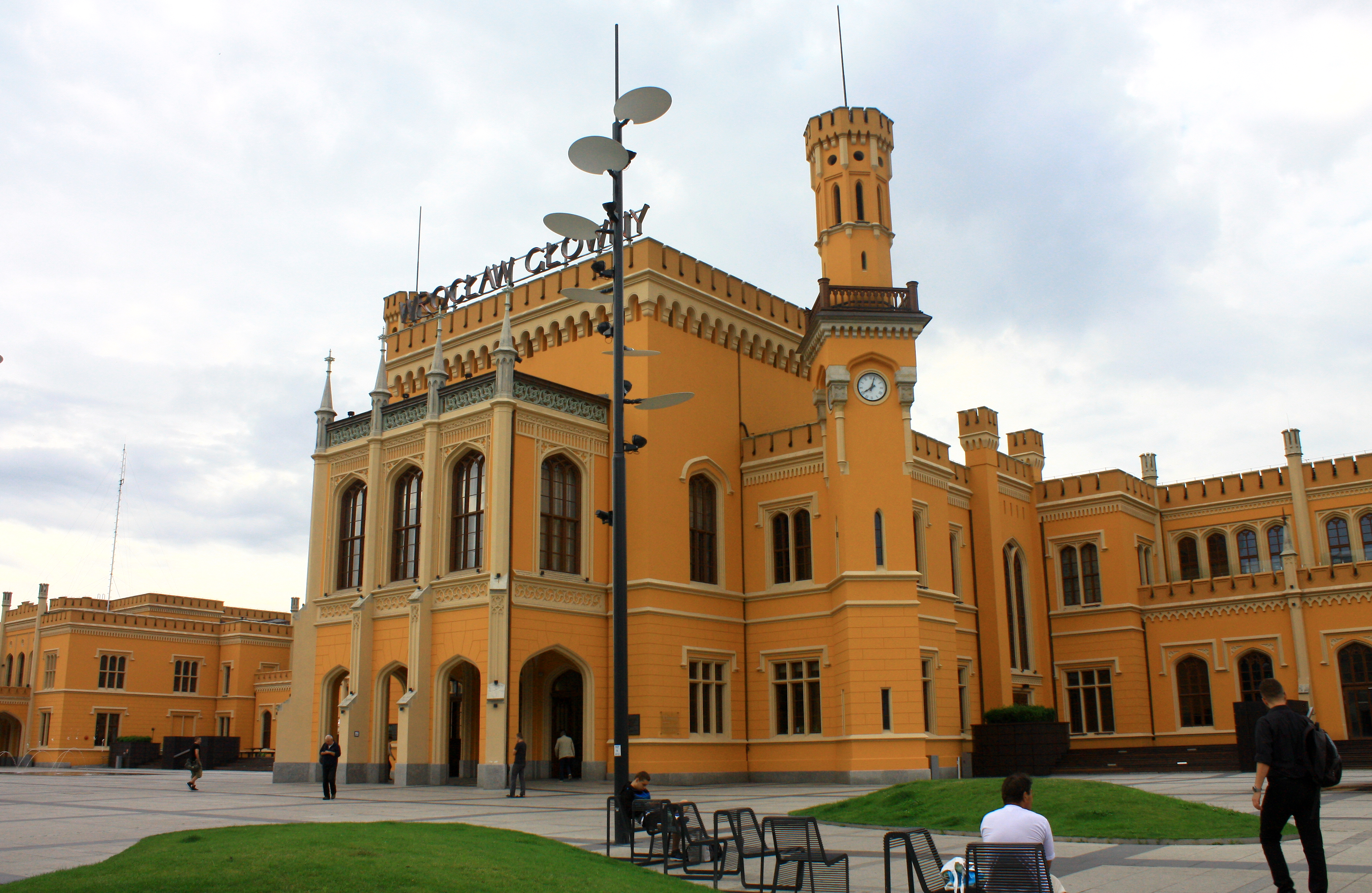
Головний вхід
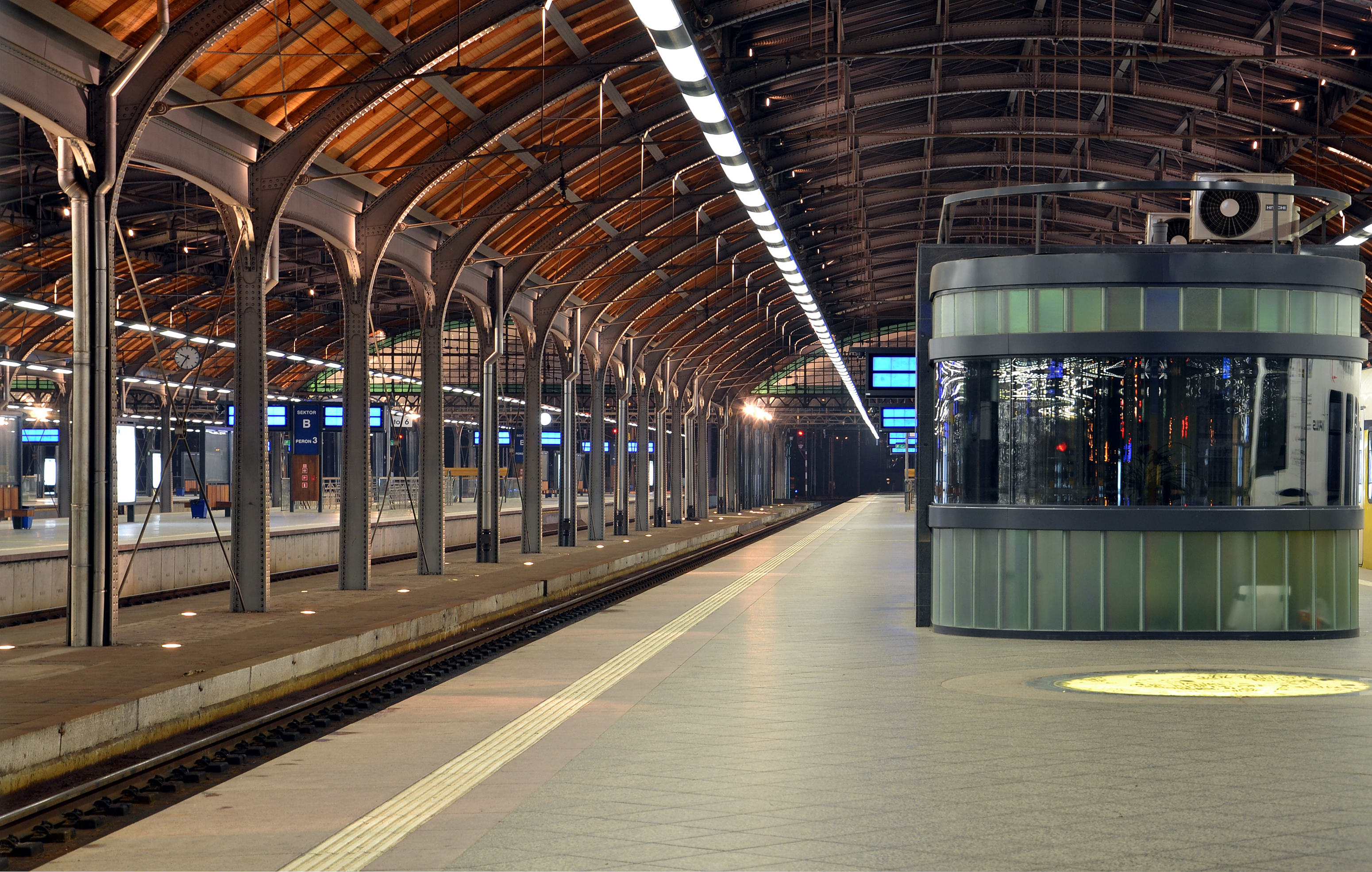
Платформи станції
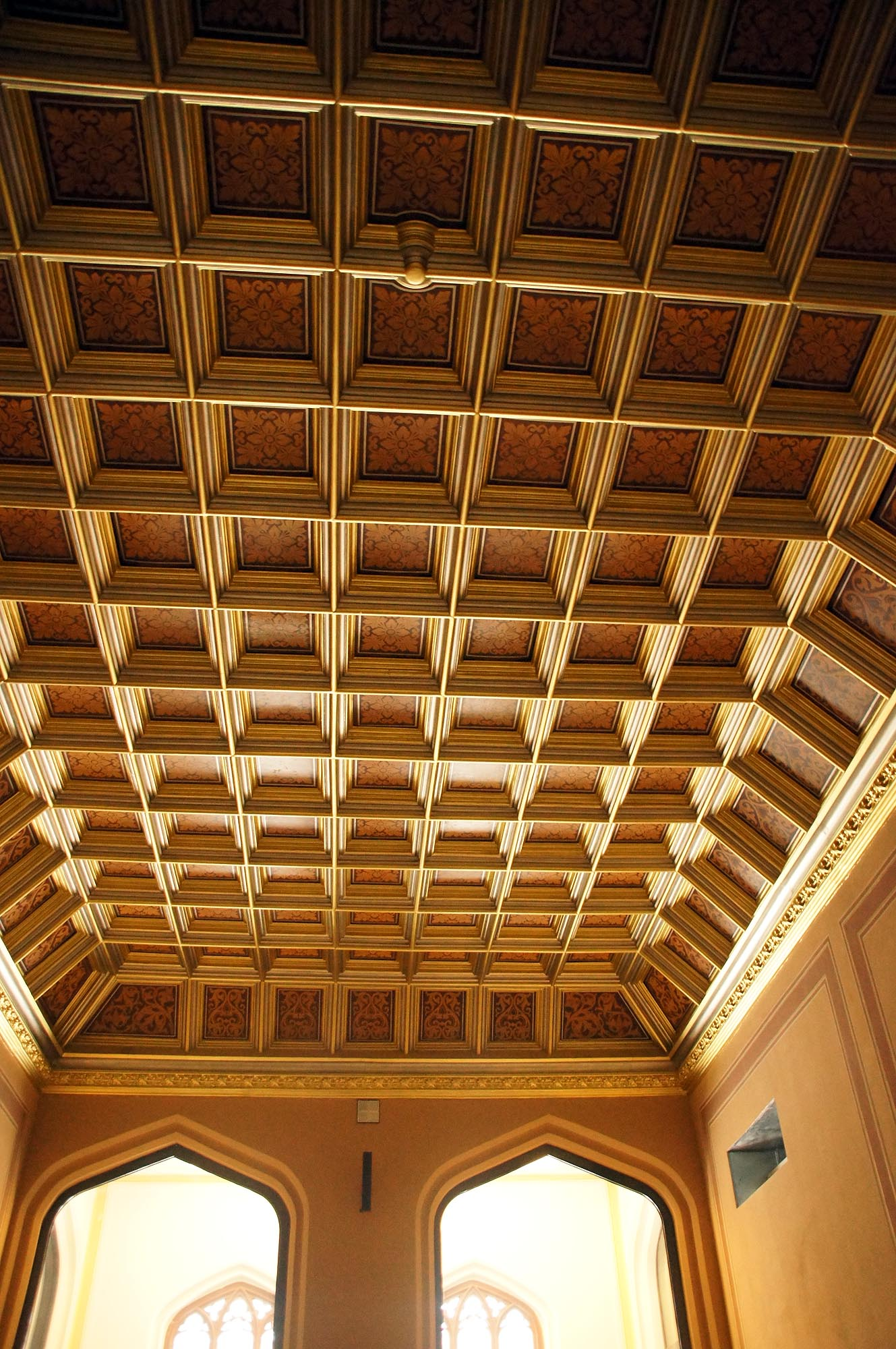
Внутрішній інтер'єр
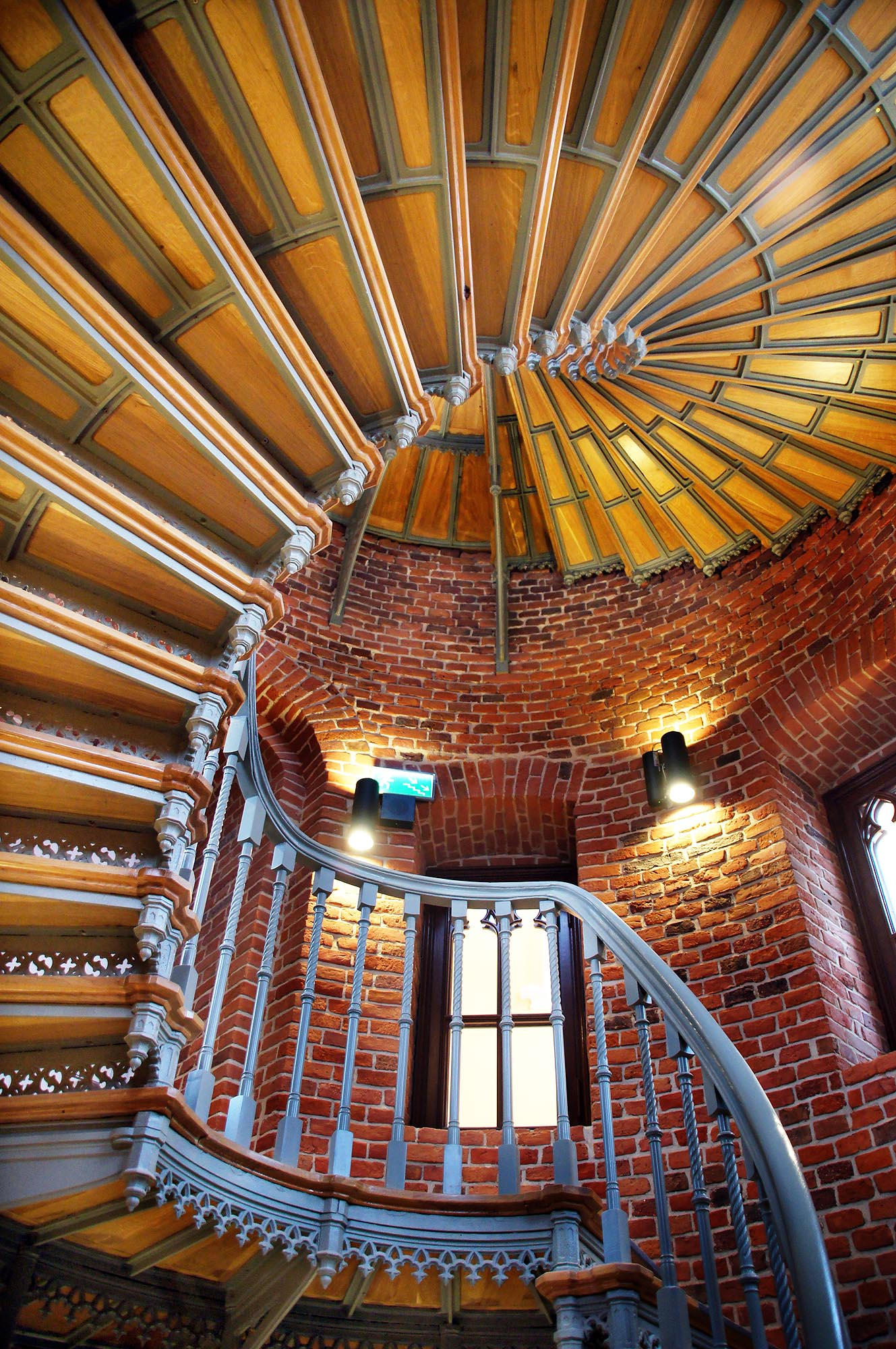
Сходи до вежі
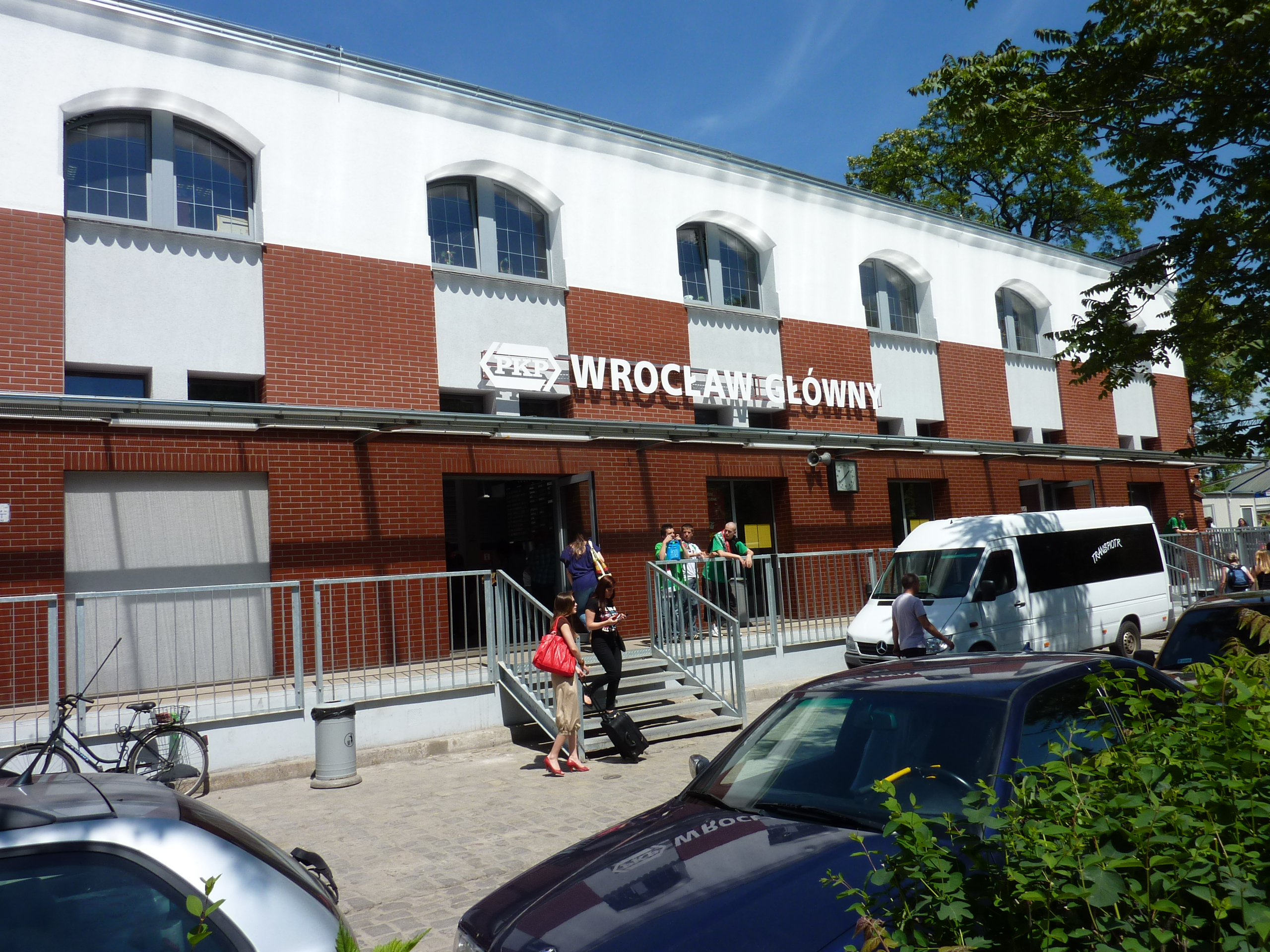
Тимчасовий вхід (2010—2012)
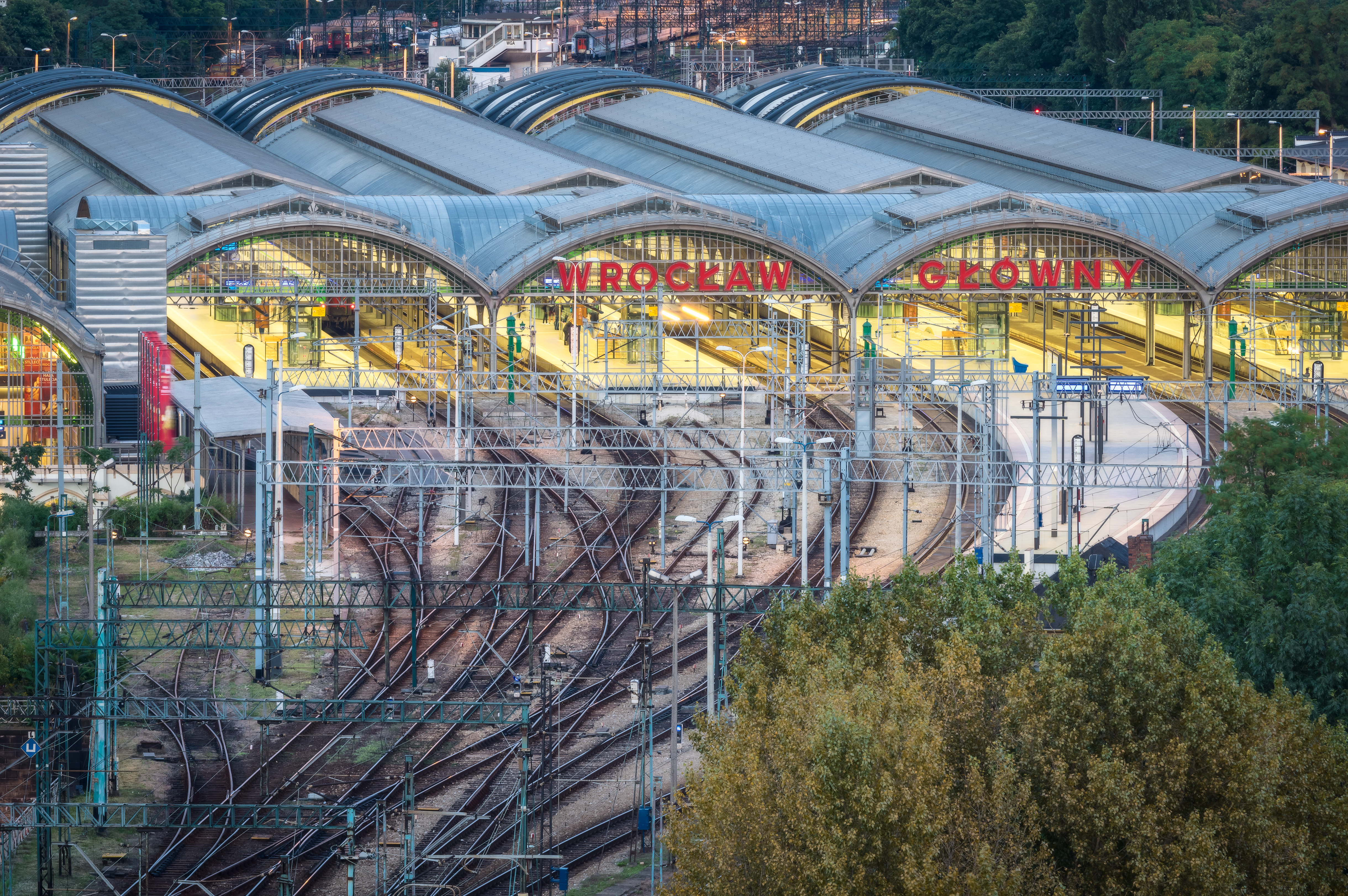
Платформи та дебаркадер станції